# Lepsius-Alphabet
Das Lepsius-Alphabet ist ein 1852 von Karl Richard Lepsius vorgeschlagenes Alphabet, das zum Ziel hatte, alle Sprachen der Welt, vor allem aber afrikanische ohne eigenes Schriftsystem, schreiben zu können. Er benutzte es zur Umschrift von 120 Sprachen. 1853 fand auf Einladung des preußischen Botschafters in London, Christian Karl Josias von Bunsen, eine Konferenz statt, in der dieser Vorschlag diskutiert wurde.
Das Alphabet konnte sich nicht durchsetzen, da es viele diakritische Zeichen enthält und deshalb schwierig zu setzen war.
Wilhelm Schmidt publizierte 1907 und 1924 eine erweiterte Fassung, die auch als Anthropos-Alphabet bezeichnet wurde.
In den 1920er Jahren benutzte Diedrich Westermann das Alphabet für seine Arbeit. 

„Diese Verschiedenheit der Aussprache gab bei Namen und bei der Umschreibung fremder Wörter zu den ärgsten Verwirrungen Anlass und nöthigte insbesondere die Sprachforscher auf Bezeichnungen zu denken, welche, Misverständnisse entrückt, jeden sprachlichen Laut durch ein bestimmtes Zeichen darstellen. Unter diesen Versuchen hat das Standard-Alphabet (d. h. Muster-Alphabet) des Prof. Lepsius die allgemeinste Anerkennung gefunden und ist daher auch in diesem Werke angewendet worden, um auf kurze Weise fremde Schriftzeichen in allgemein verständlicher Weise zu umschreiben.“